# موسى محمد أحمد
موسى محمد أحمد هو سياسي سوداني، ولد في 1969.